# Raulinoa echinata
Raulinoa echinata är en vinruteväxtart som beskrevs av Richard Sumner Cowan. Raulinoa echinata ingår i släktet Raulinoa och familjen vinruteväxter. Inga underarter finns listade i Catalogue of Life.